# The Cassandra Complex

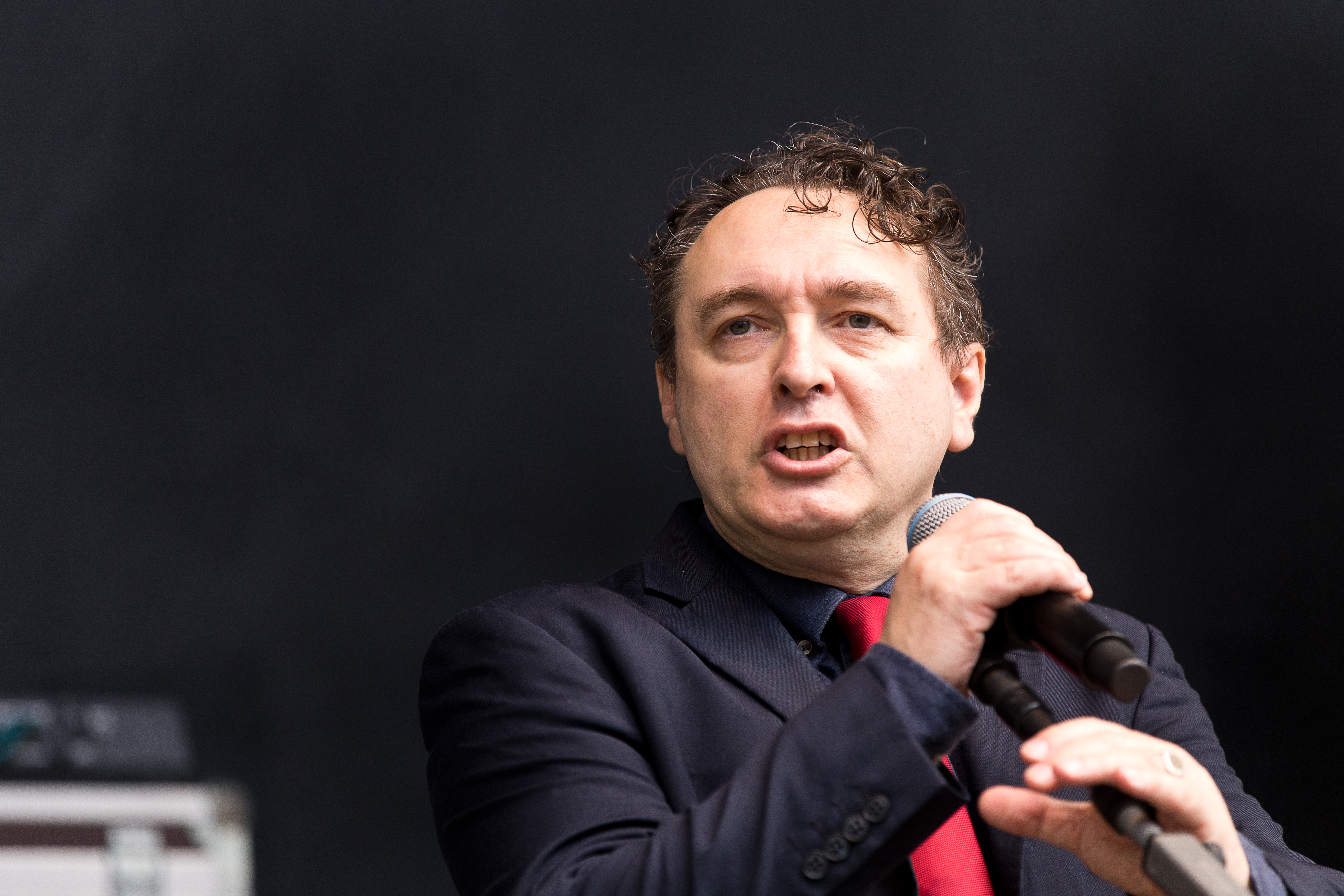
Sänger Rodney Orpheus auf dem Nocturnal Culture Night Festival 2016

The Cassandra Complex ist eine im englischen Leeds gegründete Band, deren musikalisches Schaffen sich zwischen Rock, Electropunk und Wave bewegt. Seit ihrer Gründung hat sich die Formation häufig geändert.

## Geschichte
Der in Nordirland geborene Rodney Orpheus gründete die Band 1982 zusammen mit Paul Dillon und Andrew Booth. 1984 erschienen die ersten beiden, selbst finanzierten Singles March und Moscow Idaho. Letztere zählt heute zu den Klassikern der Band. Auf der anschließenden Europatournee verließ Dillon die Band und wurde von John Marchini, Jez Willis und Keith Langley ersetzt. Diese Formation spielte 1986 das Debüt-Album Grenade ein. Das Live-Album Feel The Width von 1987 dokumentierte das Live-Potential der Band. Im selben Jahr zog Orpheus nach Aachen.
In den nächsten vier Jahren folgten eine Reihe weiterer Veröffentlichungen. Im Jahr 1990 zog Orpheus nach Hamburg. Erneut wechselte die Band-Besetzung. Einer der Neuzugänge war Volker Zacharias, Sänger und Gitarrist der deutschen Musikformation Girls Under Glass. Zacharias ist seitdem neben Orpheus das einzige Stammmitglied der Band. Nach dem 1993er-Album Sex & Death mit dem Clubhit The War Against Sleep wurde es Mitte der 1990er ruhig um die Band. 1995 erschien das Best-of-Album Work 1.0. Orpheus gründete kurz darauf zusammen mit Patricia Nigiani (Aurora Sutra, ehemals bei Project Pitchfork aktiv) das Nebenprojekt Sun God. Außerdem arbeitete er zusammen mit dem The-Sisters-of-Mercy-Kopf Andrew Eldritch an verschiedenen Projekten und entdeckte sein Interesse für das Internet.
Erst im Jahr 2000 erschien mit Wetware ein neues Album, dessen Titel sich nach Cyberpunx zum zweiten Mal auf das Genre Cyberpunk bezog, dieses Mal auf den Roman Wetware von Rudy Rucker. Der Inhalt vieler Texte spiegelte die magisch-okkulte Welt des Rodney Orpheus wider, der hochrangiges Mitglied des Ordo Templi Orientis und Autor von Werken zur thelemischer Magie ist. Für das Jahr 2007 reaktivierte Rodney Orpheus Cassandra Complex wieder und die Band bestritt seitdem Live-Auftritte.

## Diskografie
- Grenade (1986)
- Hello America (1986, enthält die 12-Inch-Singles "Moscow, Idahow" und "Datakill" sowie 2 zusätzliche Songs; wurde 1989 ergänzt um die EP "Something came over me" wiederveröffentlicht)
- Feel the Width (1987)
- Theomania (1988)
- Satan, Bugs Bunny and Me (1989)
- Cyberpunx (1990)
- The War Against Sleep (1991)
- Beyond the Wall of Sleep (1992)
- Sex and Death (1993)
- Work 1.0 (1995)
- Wetware (2000)
- Hello America (2019 Remaster)
- The Plague (2022)